# The Archaic Abattoir
The Archaic Abattoir è il quarto album del gruppo death metal Aborted, pubblicato nel 2005 attraverso l'etichetta Listenable Records.

## Tracce
1. Dead Wreckoning – 3:41
2. Blood Fixing the Bled – 3:05
3. Gestated Rabidity – 4:50
4. Hecatomb – 2:50
5. The Gangrenous Epitaph – 3:25
6. The Inertia – 3:35
7. A Cold Logistic Slaughter – 2:13
8. Threading on Vermillion Deception – 5:15
9. Voracious Haemoglobinic Syndrome – 4:14
10. Descend to Extirpation – 4:06

### Bonus Tracks ristampa 2009
1. The Sanctification Of Refornication - 03:44
2. Drowned (cover degli Entombed) - 03:46

## Formazione
- Sven de Caluwé - voce
- Bart Vergaert - chitarra
- Thijs De Cloedt - chitarra
- Frederik Vanmassenhove - basso
- Gilles Delecroix - batteria

### Partecipazioni speciali
- Michael Bogballe (Mnemic) - voce aggiuntiva in "Dead Wreckoning"
- Bo Summer (Illdisposed) - voce aggiuntiva in "The Gangrenous Epitaph" e "The Inertia"
- Jacob Bredahl (Hatesphere) - voce aggiuntiva in "Threading on Vermillion Deception"